# 贝尼法列特
贝尼法列特，是西班牙加泰罗尼亚塔拉戈纳省的一个市镇。总面积62平方公里，总人口848人（2001年），人口密度14人/平方公里。